# Bełżyce
Bełżyceⓘ é um município no leste da Polônia. Pertence à voivodia de Lublin, no condado de Lublin. É a sede da comuna urbano-rural de Bełżyce. Localizado na planície de Bełżycka.
Uma cidade nobre privada fundada em 1417, foi fundado na segunda metade do século XVI no condado de Lublin, na voivodia de Lublin. Uma cidade privada da Polônia do Congresso, foi fundada em 1827 no condado de Lublin, no distrito de Lublin da voivodia de Lublin. A cidade foi degradada em 1869 e re-concedida com os direitos de cidade em 1958. Nos anos 1975−1998, a cidade pertenceu administrativamente à antiga voivodia de Lublin.
Estende-se por uma área de 23,5 km², com 6 290 habitantes, segundo o censo de 31 de dezembro de 2021, com uma densidade populacional de 267,7 hab./km².
A cidade é a sede da paróquia católica romana da Conversão de São Paulo Apóstolo.

## Localização
A cidade está localizada no rio Krężniczanka, o qual é um afluente do rio Bystrzyca. Fica a 25 km de Lublin.
Bełżyce está localizada na histórica Pequena Polônia, nos séculos XIV e XV esteve localizada na Terra de Lublin da voivodia de Sandomierz, e em 1474 foi incorporada à voivodia de Lublin.

## Toponímia
Os linguistas não concordam quanto à origem do nome Bełżyce. Segundo Stefan Warchoł, provavelmente vem do nome Bełz, pertencente ao chefe da família. Bełżyc significa filho de Bełz, e Bełżyce, filhos de Bełz. A palavra “belz” costumava significar “brilhante”. Stanisław Rospond afirma que o nome também pode vir do ucraniano belz − um vale profundo e coberto de mato.

## História
Tempos pré-históricos
É certo que em tempos pré-históricos havia um assentamento na área da atual Bełżyce. Artefatos da virada do final do Neolítico e início da Idade do Bronze (final do 3.º e início do 2.º milênio a.C.) foram encontrados aqui. Não há muitos detalhes sobre a vida das pessoas que ali viviam naquela época, nem sobre a continuidade do povoamento.
Idade Média
Presumivelmente, uma fortaleza real foi construída na área da atual cidade antes do século XIV. Mais tarde, o rei a alugou para Dzierżykraj de Wielowieś, brasão de Mądrostki. Em 1349, no dote de Dzirżysława de Wielowieś para Rafał de Tarnów, brasão de Leliwa (filho de Spycimir, castelão de Cracóvia). No mesmo ano, a pedido de Rafał de Tarnów, o rei Casimiro, o Grande, emitiu um documento transferindo o assentamento da lei polonesa para a alemã. É mencionado aqui como Belsszice (Bełzice). A batalha de Grunwald contou com a presença de estandartes emitidos pelos herdeiros da aldeia: Jan de Tarnów e seu irmão Spytek. Em 27 de abril de 1416, é datada a primeira menção da existência de um castelo fortificado nos limites da propriedade de Bełżyce. O edifício está localizado na fronteira da propriedade com Jaroszewice. Em 1416, iniciou-se o processo de incorporação da vila. Em 17 de maio de 1417, o rei Ladislau II Jagelão concedeu um privilégio de fundação. Durante a fundação da cidade, uma paróquia católica foi erguida, e uma igreja paroquial de madeira da Conversão de São Paulo, onde funcionou uma escola paroquial desde meados do século XV. As famílias posteriores que possuíram a cidade foram: as famílias Pilecki, Bziccy, Spinkowie, Orzechowski, Gałęziowski, Szaniawscy, Osuchowski, Kossowski e Brzeziński. No período inicial após a obtenção dos direitos de cidade, Bełżyce era habitada por agricultores, artesãos e comerciantes, bem como produtores de álcool. A partir de 11 de fevereiro de 1432, graças aos privilégios da compulsão viária e ao direito de entreposto, a cidade desenvolveu-se de forma dinâmica. Aqui viveram cidadãos de várias confissões e religiões: católicos e ortodoxos, que eram agricultores, e protestantes, que eram artesãos. No final do século XV, também aqui se estabeleceram judeus que realizavam comércio na rota Cracóvia-Vilnius. Em 1446, um congresso dos magnatas da Pequena Polônia aconteceu aqui. Foi organizado pelo então dono da cidade − Jan Pilecki e pelo dono de Kurów − Piotr Kurowski. Provavelmente a ideia de convocar o congresso foi apresentada pela Rainha Sofia. Em 24 de abril de 1446, os participantes do congresso emitiram um documento no qual propunham a assunção do trono polonês a Casimiro Jagelão. Em 24 de novembro de 1464, Casimiro Jagelão concedeu à cidade o direito de realizar feiras: nos dias de Santa Margarida, a Virgem e de São Miguel.
Anos de dominação protestante

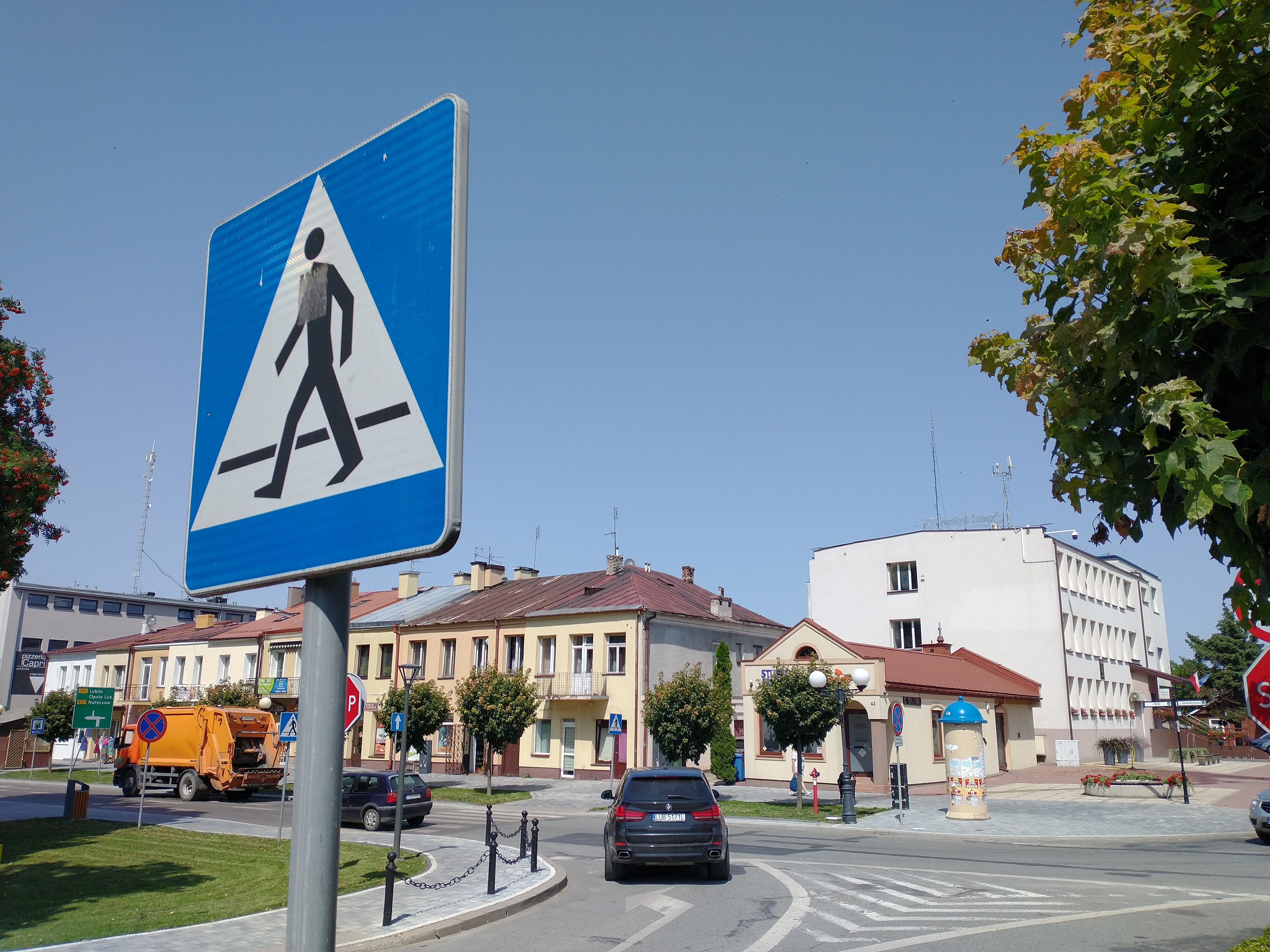
Vista parcial da praça principal

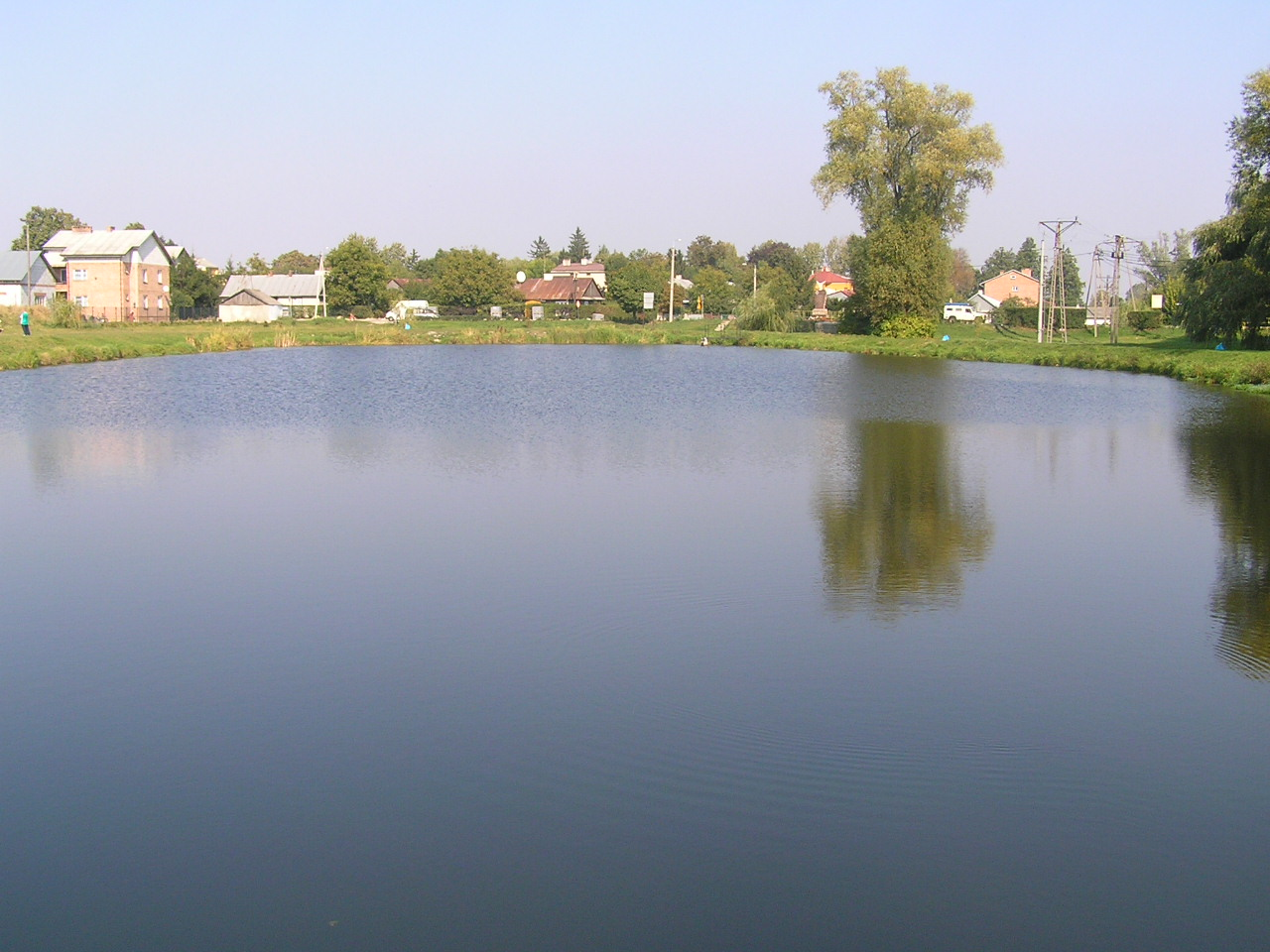
Lagoa em Bełżyce − vista dos edifícios na rua Kazimierz

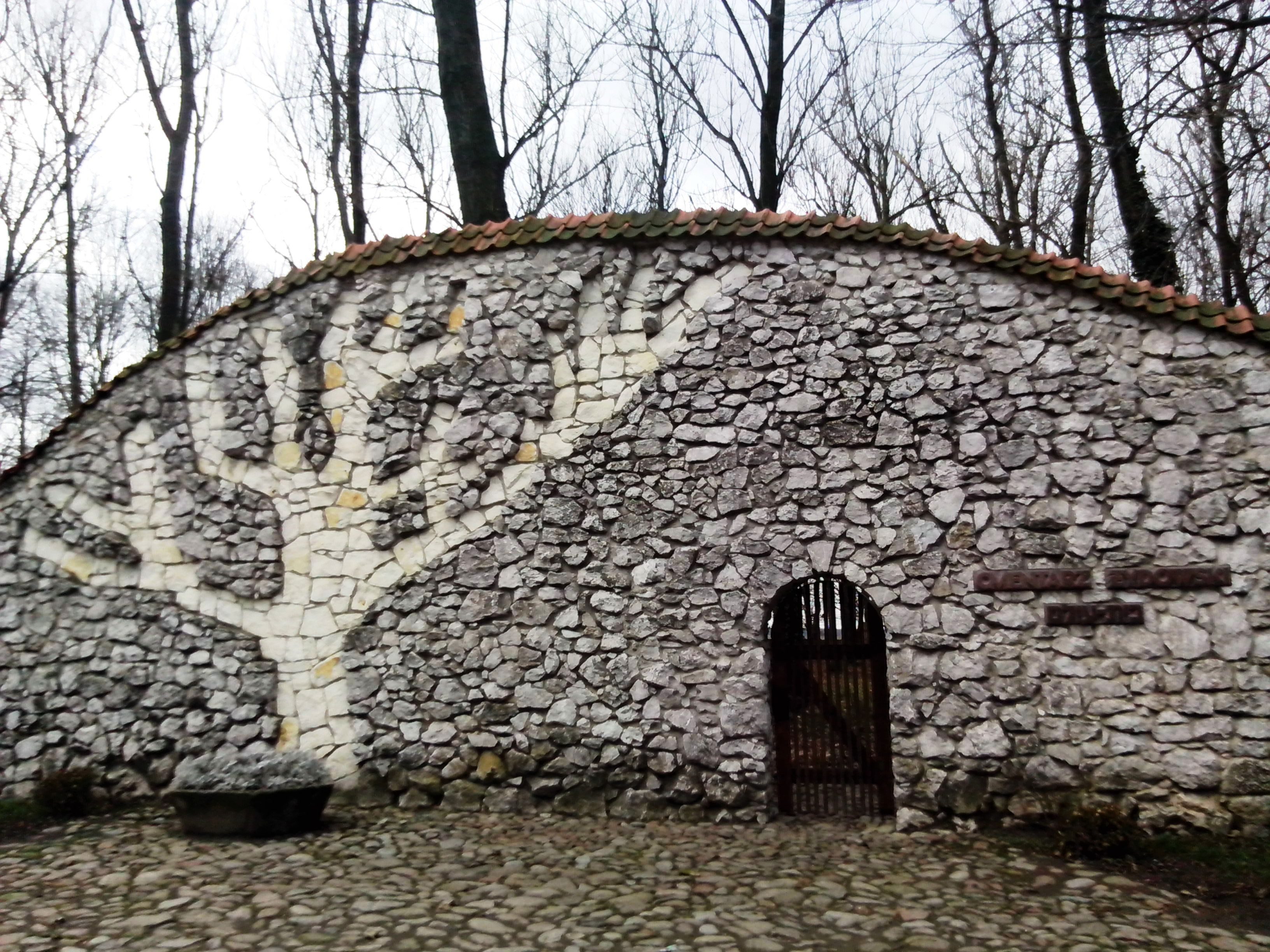
Cemitério judaico

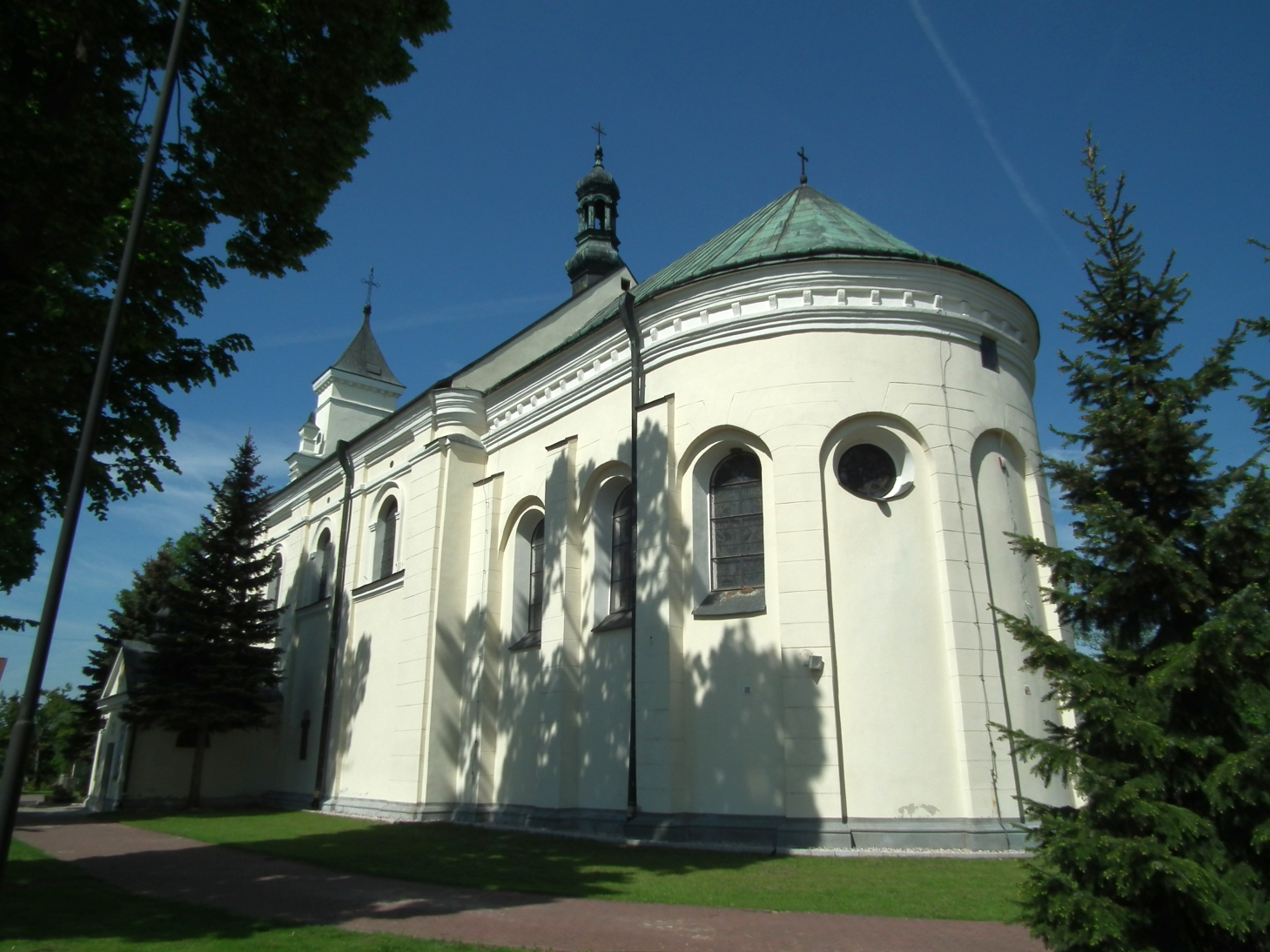
Igreja do renascimento tardio da Conversão de São Paulo

Durante a Reforma Protestante, nos séculos XVI e XVII, Bełżyce foi um dos centros mais importantes do calvinismo na Pequena Polônia, então um importante centro da Irmandade polonesa, local de convenções e sínodos, até meados do século XVII. Em 1558, o então dono da cidade, Andrzej Bzicki, entregou a igreja local aos calvinistas. Ele emitiu uma ordem para que os habitantes da cidade participassem (sob pena de multas ou prisão) em serviços na igreja convertida de um templo católico. Nos anos 1618−1663, uma escola calvinista da voivodia da Pequena Polônia funcionava na igreja local. Havia um sistema hidráulico de madeira na cidade, fornecendo água das lagoas do rio para o castelo e as casas. Em 1617, a propriedade Bełżyce com as aldeias de Będki, Podole e Wzgórze foi arrendada a Mikołaj Siestrzewitowski por 21 000 zlotys por três anos. Nos anos 1620−1630, os católicos fizeram a primeira tentativa malsucedida de recuperar o prédio da igreja. Em 1646, o rei Ladislau IV Vasa concedeu um privilégio permitindo o estabelecimento de uma guilda de tanoeiros e fabricantes de rodas. Em 1648, a cidade foi devastada pelos cossacos liderados por Bohdan Khmelnytsky. Eles também realizaram um pogrom de judeus. O final do século XVII e o início do século XVIII viram novos ataques armados, incêndios e distúrbios religiosos para a cidade. Os habitantes foram dizimados por epidemias de cólera e tifo. Em 31 de julho de 1645, a cidade recebeu o privilégio de organizar feiras pelo rei Ladislau IV Vasa: nos dias de São Miguel, de Nossa Senhora da Luz e no Domingo de Ramos. Em 1654, o Tribunal Principal da Coroa em Lublin ordenou que os calvinistas devolvessem o prédio da igreja aos católicos. O herdeiro de Bełżyc (Paweł Bogusław Orzechowski) construiu uma nova igreja, menor e de madeira. Em 1662, foi tomada a decisão de expulsar a Irmandade polonesa de Bełżyce. Em 2 de junho de 1667, o rei João II Casimiro concedeu permissão para quatro feiras adicionais na cidade: no Dia da Santíssima Trindade, em Santo Egídio, em São Domingos, o Confessor e em Todos os Santos. Em 1670, o edifício da igreja católica foi reconstruído e reerguido. Em 1721, ocorreu uma visita ao arcediago de Lublin, da qual podemos saber que havia cerca de mil católicos e vários calvinistas na paróquia de Bełżyce. Em 1783, houve um incêndio na igreja calvinista, que acabou com a presença de protestantes na cidade. No início do século XVIII, Bełżyce era a rota das marchas dos exércitos sueco e russo, bem como dos exércitos da Coroa e da Lituânia, que foram acompanhadas de requisições e saques. A fim de salvar a cidade decadente, o rei Augusto II concedeu-lhe mais privilégios.
Sob as partições

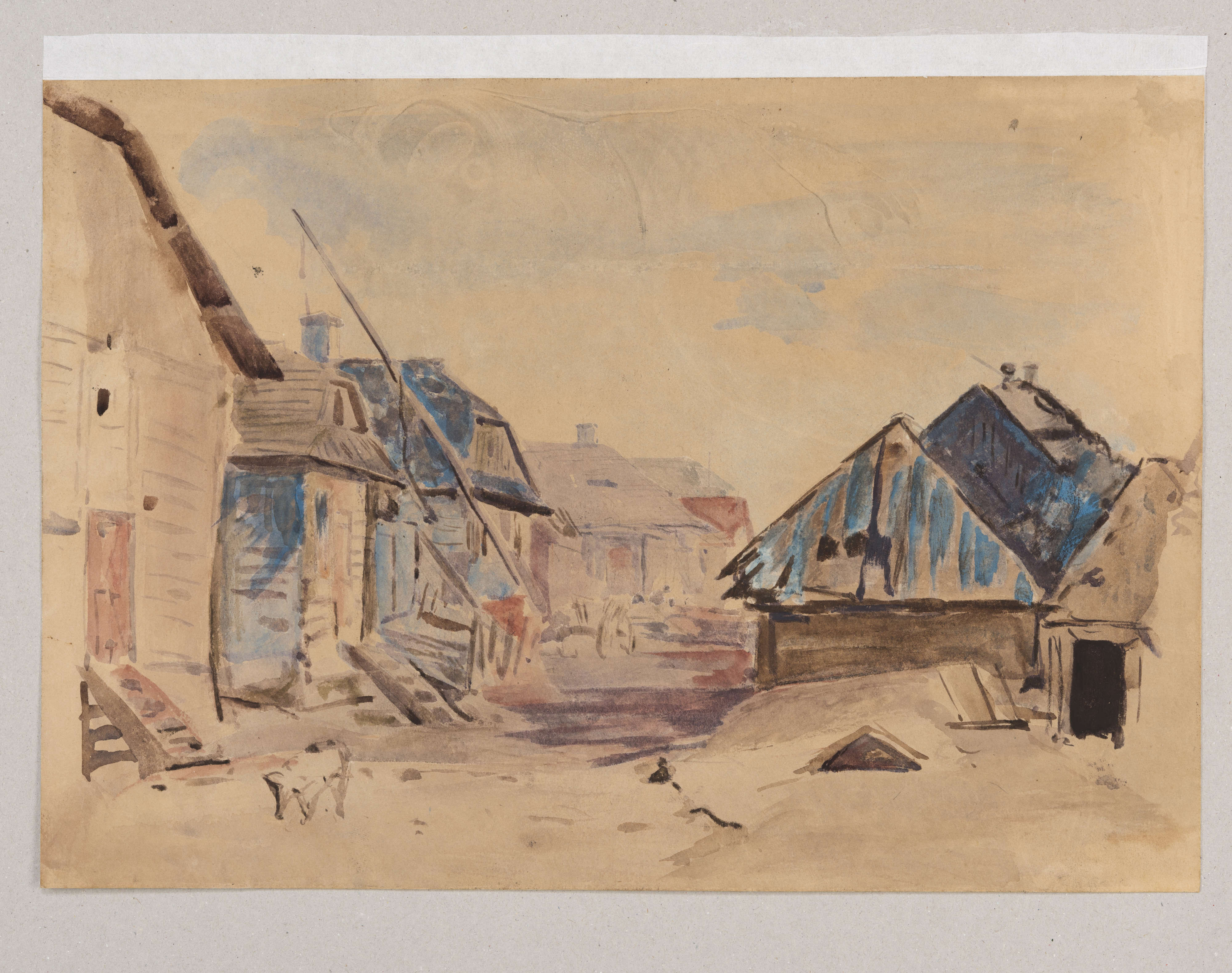
Rua Klarnera em 1885, por Józef Chełmoński

Em 1796, Bełżyce encontrava-se na Galiza Ocidental (partição austríaca), a partir de 1810 pertencia ao Ducado de Varsóvia e a partir de 1816 fazia parte do Polônia do Congresso. Até 1821 funcionou aqui uma fábrica de tecidos. Em 1822 houve um incêndio na igreja, que só foi reformada em 1855. Em 1829, o castelo local foi reconstruído em uma cervejaria e destilaria. Em 1860, a vila ocupava uma área de cerca de 930 hectares. Havia 25 casas de tijolos e 115 casas de madeira. Existia um lagar de madeira, bem como a já referida destilaria e cervejeira. Os donos da cidade na época eram os irmãos Witold e Konstanty Brzeziński. Em 1866, ocorreu um incêndio que consumiu 25 edifícios. As perdas foram estimadas em 8 970 rublos. A cidade perdeu seus direitos de cidade após o fracasso da Revolta de Janeiro em 1869 e os recuperou em 1958. Uma farmácia funciona aqui desde 1874. Em 1913, houve um incêndio que destruiu Bełżyce quase completamente. Destruiu a antiga sinagoga, 12 casas residenciais, 14 celeiros, 18 estábulos e o prédio da cooperativa de laticínio. Após o incêndio, um corpo de bombeiros começou a operar na cidade e um quartel foi construído. No mesmo ano, na rua Prebendarska, um grande moinho foi construído pela família Szubartowski. Em 1917, o assentamento de Bełżyce era habitado por 3 666 pessoas, a maioria de nacionalidade judaica. A sede das autoridades municipais e do tribunal estava localizada aqui. Havia: a Sociedade de Poupança e Empréstimo com caixa registradora, a Cooperativa de consumidores “Gwiazda”, o Corpo de Bombeiros Voluntários, uma escola popular de três classes, 2 açougues, 2 casas de chá, 4 cervejarias e cerca de uma dúzia de lojas principalmente nas mãos de proprietários judeus. Naquela época, o artesanato de Bełżyce consistia em guildas de pedreiros, sapateiros, tanoeiros, ferreiros, siderúrgicos, alfaiates e ceramistas. Um médico e vários paramédicos também trabalhavam na cidade.
Segunda República
Depois que a Polônia recuperou a independência, Bełżyce se encontrou no condado de Lublin, na voivodia de Lublin. Em 1919, foi construída uma casa paroquial com um grande salão e palco. Em 1922, as antigas propriedades de Bełżyce foram finalmente divididas. Na antiga mansão, as autoridades da cidade inauguraram um hospital municipal, administrado pelo Dr. Szymon Klarner. Em 1925, o Dr. Klarner morreu e seu cargo foi assumido pelo Dr. Władysław Grażewicz. Em 1929, funcionavam na cidade e comuna: a Cooperativa Bancária “Kasa Spółdzielcza”, a Cooperativa de Construção, a Cooperativa de consumidores, moinhos de água e moinhos de vento. Em 1936, foi fundada a Cooperativa Agrícola e Comercial “Rolnik”, também havia cooperativas judaicas. Na década de 1930, foi construída aqui uma usina de energia, que fornecia eletricidade aos habitantes da cidade e das cidades vizinhas.
Ocupação alemã

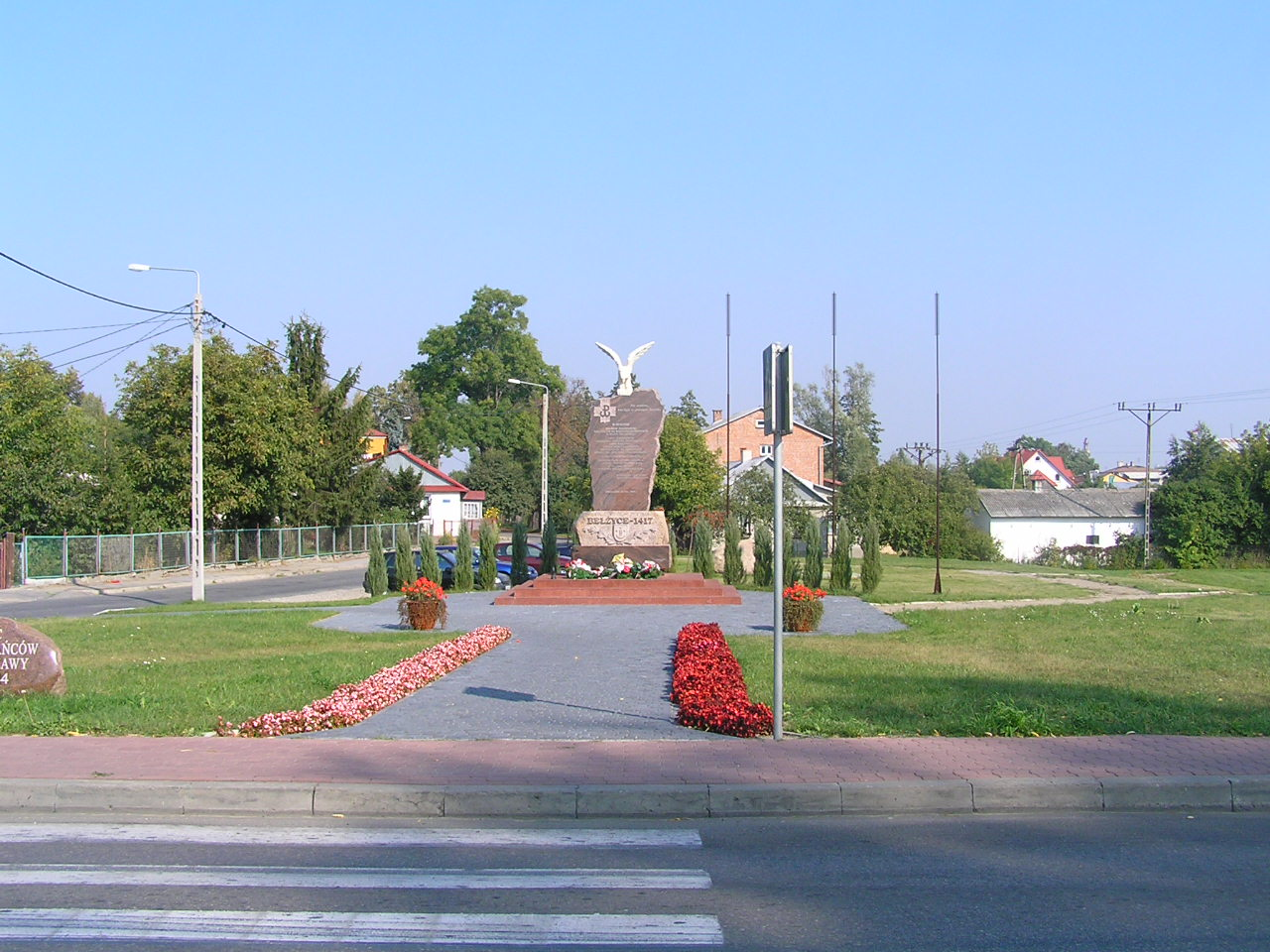
Monumento aos combatentes poloneses em Bełżyce

Durante a Segunda Guerra Mundial, em setembro de 1939, Bełżyce foi ocupada por tropas alemãs. A cidade encontrava-se no Distrito de Lublin no Governo Geral. Em 1940, os alemães estabeleceram um gueto em Bełżyce, para o qual trouxeram judeus de Szczecin (300 pessoas), Cracóvia (500 pessoas) e Lublin (500 pessoas). Em maio de 1942, chegou um transporte com vários milhares de judeus da Alemanha. Em outubro de 1942, cerca de 3 000 judeus foram deportados para o campo de extermínio de Sobibor. Em março de 1943, os alemães liquidaram o gueto, transportando todos os judeus para o campo de concentração de Majdanek. Alguns dos judeus foram baleados no local e cerca de 600 foram transportados para o campo de trabalhos forçados em Budzyń. Durante a ocupação nazista, 3,5 mil pessoas morreram aqui, 60% da população. No cemitério de Bełżyce há uma vala comum de prisioneiros do campo de Majdanek. Em 1942, o prédio da destilaria (antigo castelo) foi reconstruído em uma fábrica de laticínios. Na noite de 15/16 de abril de 1944, a operação Most I também ocorreu perto de Bełżyce − 5 pessoas foram deportadas da Polônia para Londres. No início de agosto de 1944, foi inaugurada a usina que atende Bełżyce e as cidades vizinhas.
Após 1945
Em 20 de fevereiro de 1946, uma unidade clandestina civil-militar polonesa da Associação Liberdade e Independência (WiN) liderada por “Renek” apreendeu a estação da Milícia Cívica (MO) em Bełżyce, destruindo documentos e equipamentos. O comandante do posto foi baleado. Em 23 de junho de 1946, nos campos perto de Bełżyce, Mieczysław Piątkowski, um funcionário militar do Escritório Distrital em Lublin, foi baleado. Em 23 de setembro de 1946 −  uma unidade da WiN de mais de 30 pessoas liderada pelo deputado Hieronim Dekutowski − capitão “Zapora” e Aleksander Głowacki “Wisła” − capturou o posto da MO em Bełżyce. Após demolida, a unidade recuou para a Floresta Krężnicki e organizou uma emboscada na estrada Bełżyce − Chodel. Na manhã de 24 de setembro, um grupo de perseguição composto por 30 soldados da Unidade Mazowiecka do Corpo de Segurança Interna, 20 oficiais do MO e 3 funcionários do Gabinete de Segurança caiu nele. Quatorze soldados e 4 milicianos foram mortos, a unidade WiN capturou vários caminhões, uma estação de rádio e muitas armas sem perdas de vidas. Em 1947, ocorreu um incêndio na cidade, que queimou os prédios da então rua Urzedowska. Naquele ano, 3 227 pessoas viviam em Bełżyce. Em 22 de fevereiro de 1947, Hieronim Dekutowski − “Zapora” conversou no prédio da escola em Bełżyce com representantes do Gabinete de Segurança sobre se revelar. Em 4 de agosto de 1947, um grupo da unidade “Zapora” atirou em Bronisław Pikuła, membro do Partido dos Trabalhadores poloneses (PPR), em um restaurante em Chodel e comandante da estação da MO em Bełżyce. Na noite de 14/15 de outubro de 1948, um grupo de cerca de 50 pessoas “Zapora” em roupas civis e uniformes do Exército polonês confiscaram têxteis, armarinhos e materiais alimentícios no valor de cerca de 200 000 PLN da Cooperativa Agrícola e Comercial de Bełżyce e 1050 PLN em dinheiro. Em dezembro de 1948, o Comitê Comunal do Partido Operário Unificado polonês (PZPR) foi fundado em Bełżyce. Em 1954, iniciou-se a construção de um novo quartel de bombeiros. Em 1956, o assentamento tornou-se a sede do recém-criado Condado de Bełżyce. Em 1958 Bełżyce foi restaurada aos direitos da cidade. Em 1971, a Fábrica Varsóvia de Máquinas e Equipamentos da Indústria Alimentícia “Warmasz” foi fundada em Bełżyce. A partir de 1974, a fábrica foi assumida pela Fábrica de Equipamentos para Laticínios “Spomasz”, especializada na produção de máquinas e equipamentos para a indústria alimentícia e de aquecimento; em 2021, empregava 181 pessoas. Em 1975, após a liquidação dos condados, a cidade tornou-se a sede da comuna. Um hospital foi inaugurado na antiga sede das autoridades do condado. Em meados da década de 1970, foram construídas uma nova estação de tratamento de esgoto e uma captação d'água, além da ampliação dos sistemas de abastecimento de água e esgotamento sanitário. Após a declaração da lei marcial em 1981, o Conselho Municipal e Comunal do Movimento Patriótico de Renascimento Nacional foi fundado em Bełżyce. Seu presidente era Jan Szubartowski. Em 1983, o gás natural foi trazido para a cidade.
Após 1989
Antes das eleições parlamentares de 1989, o Comitê Cívico “Solidariedade”, presidido por Stanisław Listoś, e o “Solidariedade” dos Agricultores Autônomos, chefiado por Roman Jaroszyński, começaram a operar na cidade. Em 1990, foi lançada a “Gazeta Bełżycka”. Em 1997, comemorou-se solenemente o 580.º aniversário da fundação da cidade. Em 3 de maio de 2000, no 95.º aniversário do nascimento de Tadeusz Kościuszko, seu novo monumento foi inaugurado em Bełżyce, pois o anterior havia sido roubado em março de 1999.
Em 17 de março de 2024, um monumento ao Major Hieronim Dekutowski “Zapora” foi cerimonialmente inaugurado em Bełżyce.

## Monumentos históricos
- Castelo − construído por volta de 1416, agora totalmente reconstruído. A sede da Fundação do Castelo de Bełżyce está localizada lá[28]
- Igreja paroquial renascentista da Conversão de São Paulo (a capela-mor foi construída antes de 1650, com a nave construída até 1706)[6]
- Antiga pousada da virada dos séculos XVIII e XIX
- Cemitério judeu do século XIX
- Portão do cemitério católico
- Mansão Brzeziński construída na década de 1840 com um complexo de parque.

## Cultura

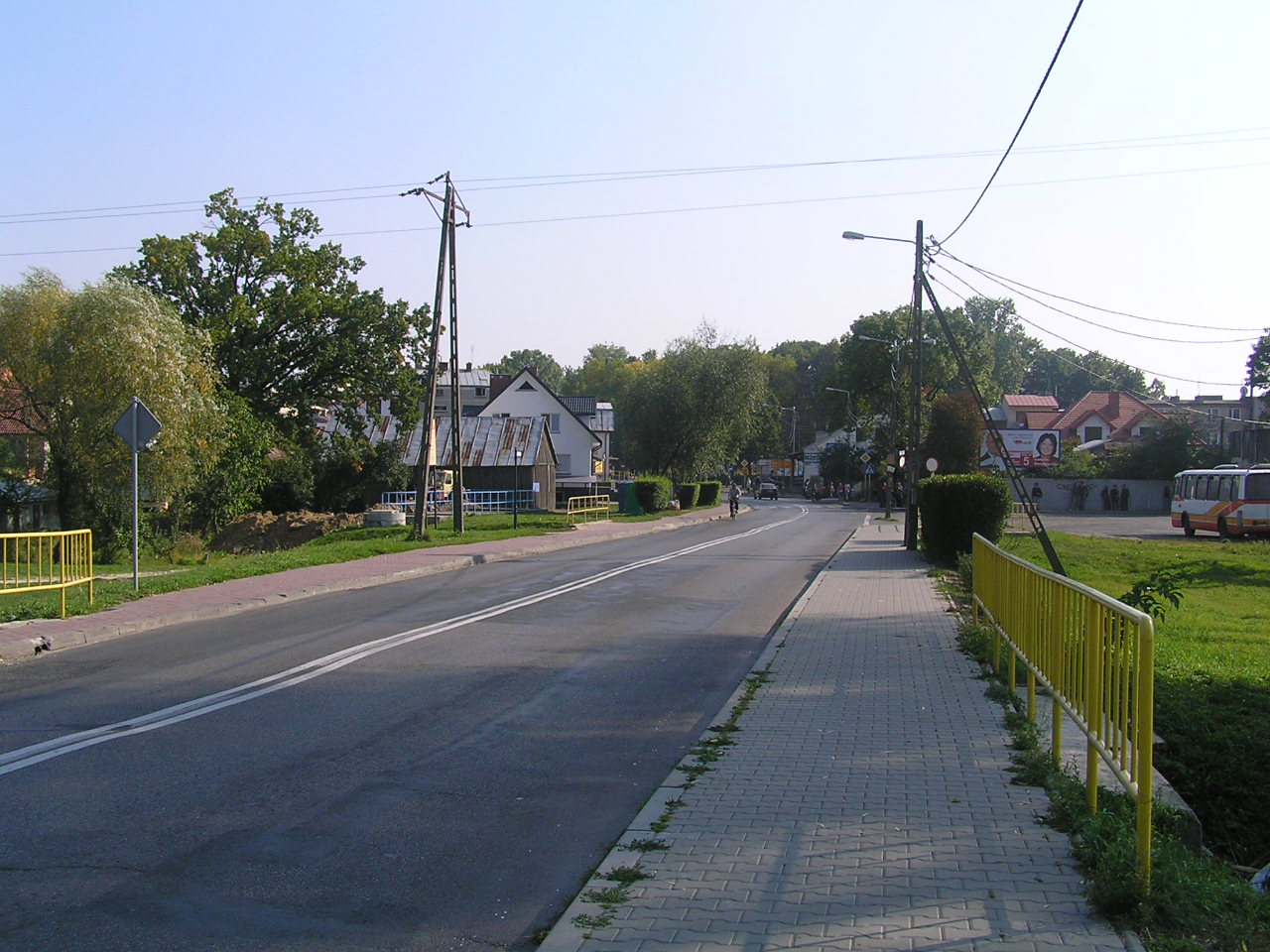
Rua Kazimierska em Bełżyce

As atividades culturais em Belżyce são baseadas em duas instituições culturais do governo local: Biblioteca Pública Municipal e Comunal e a Casa Municipal da Cultura, organizações não governamentais culturais: Fundação Castelo de Bełżyce, a Sociedade de Amigos do Teatro em Bełżyce, Associação Juntos por Bełżyc, Associação de Mulheres Criativas “Stokrotka”, Sociedade Regional de Bełżyce, Escola Social de Música H. Wieniawski, bem como a iniciativa da Paróquia de Conversão de São Paulo Apóstolo em Bełżyce, Bombeiros Voluntários e escolas locais.
Biblioteca Pública Municipal e Comunal
A instituição cultural autônoma foi criada em 1949 como Biblioteca Pública Municipal, com 500 volumes. Nos anos 1955−1975 funcionou como a Biblioteca Pública Distrital. Desde 1962, a biblioteca está localizada no prédio da Casa Municipal da Cultura em Bełżyce. A rede de bibliotecas da comuna de Bełżyce inclui uma biblioteca de empréstimo para adultos, um departamento para crianças, uma filial da biblioteca com perfil docente em Bełżyce e quatro filiais rurais: em Babina, Matczyn, Stare Wierzchowiska e Wronowo. Nos anos de 1974 a 2002, o cargo de Diretor foi ocupado por Izabella Kołodziej. Magdalena Widelska é a diretora desde 2002.
Casa da Cultura Municipal
Em outubro de 1962, foi inaugurado o edifício da Casa da Cultura do Condado em Bełżyce, com um teatro e sala de cinema com 320 lugares, uma sala club, um palco organizado por J. Osterwa e salas para grupos artísticos. Depois que Bełżyce foi privada do estatuto de condado, ele funciona como Casa Municipal da Cultura em Bełżyce. Entre as iniciativas mais importantes, vale destacar:
- Teatro NASZ
- Círculo de mulheres com paixão
- Noites de poesia
- Gazeta Bełżycka
- Grupo “Jarzębinki”

Teatro em Bełżyce
Uma característica distintiva específica da cultura em Bełżyce são as tradições teatrais que datam de 1913. O teatro em Bełżyce tem uma dimensão social, sendo formado principalmente por residentes, não por artistas vindos de fora. As três iniciativas teatrais mais importantes da história da cidade são:
- Teatro Bełżyce — fundado por Stanisław Tarczyński, operando nos anos 1944−1962
- Teatro NASZ — fundado em 1987 por iniciativa de Irena Kawa e Józef Kasprzak como Grupo de Teatro Amador, e desde 1990 opera sob o nome de Teatro Nasz[42]
- Teatro Logos — fundado em 1998 por iniciativa do padre Czeslaw Przech

Eventos culturais cíclicos
- Palco Dramático — encontro nacional de teatro realizado todos os anos no mês de setembro, com duração de dois dias. Este evento foi criado em 1992.[43][44] Os coorganizadores são: o Centro Cultural Municipal e a Sociedade dos Amigos do Teatro em Bełżyce e o Centro Cultural Provincial em Lublin.[43]
- Dias de Bełżyce — realizado na cidade todos os anos em junho. Consiste em uma série de eventos culturais e esportivos organizados principalmente no estádio da cidade. Costumam durar três dias.[45]
- Feira Jagueloniana — realizada duas vezes em 2006−2007 (13 de julho). Atualmente, o Dia Jagueloniano é organizado no verão.

## Demografia
Conforme os dados do Escritório Central de Estatística da Polônia (GUS) de 31 de dezembro de 2022, Bełżyce é uma cidade pequena com uma população de 6 020 habitantes (24.º lugar na voivodia de Lublin e 514.º na Polônia), tem uma área de 23,5 km² (22.º lugar na voivodia de Lublin e 242.º lugar na Polônia) e uma densidade populacional de 257 hab./km² (17.º lugar na voivodia de Lublin e 779.º lugar na Polônia). Nos anos 2002–2021, o número de habitantes diminuiu 12,5%.
Os habitantes de Bełżyce constituem cerca de 3,83% da população do condado de Lublin, constituindo 0,30% da população da voivodia de Lublin.
| Descrição                         | Total      | Total    | Mulheres   | Mulheres | Homens     | Homens   |
| --------------------------------- | ---------- | -------- | ---------- | -------- | ---------- | -------- |
| unidade                           | habitantes | %        | habitantes | %        | habitantes | %        |
| população                         | 6 020      | 100      | 3 178      | 52,8     | 2 842      | 47,2     |
| superfície                        | 23,5 km²   | 23,5 km² | 23,5 km²   | 23,5 km² | 23,5 km²   | 23,5 km² |
| densidade populacional (hab./km²) | 257        | 257      | 135,7      | 135,7    | 121,3      | 121,3    |

## Serviço de saúde
Em Bełżyce existe um Hospital Distrital com o nome de Wojciech Oczko.
Na rua Przemysłowa, há um Centro de Saúde Pública Independente n.º 1. A missão da instituição é atender de maneira abrangente as necessidades médicas, diagnósticas e de reabilitação no campo de tratamento ambulatorial e atendimento de emergência de alta qualidade e nível tecnológico para pacientes. Há uma ambulância no serviço de emergência médica.
Farmácias
Existem atualmente 8 farmácias em Bełżyce.

## Turismo
Trilhas turísticas
- Trilha Lublin Renascentista − trilha de caminhada com cerca de 250 km[52]
- Trilha Jaguelônica − trilha cultural e histórica[53]

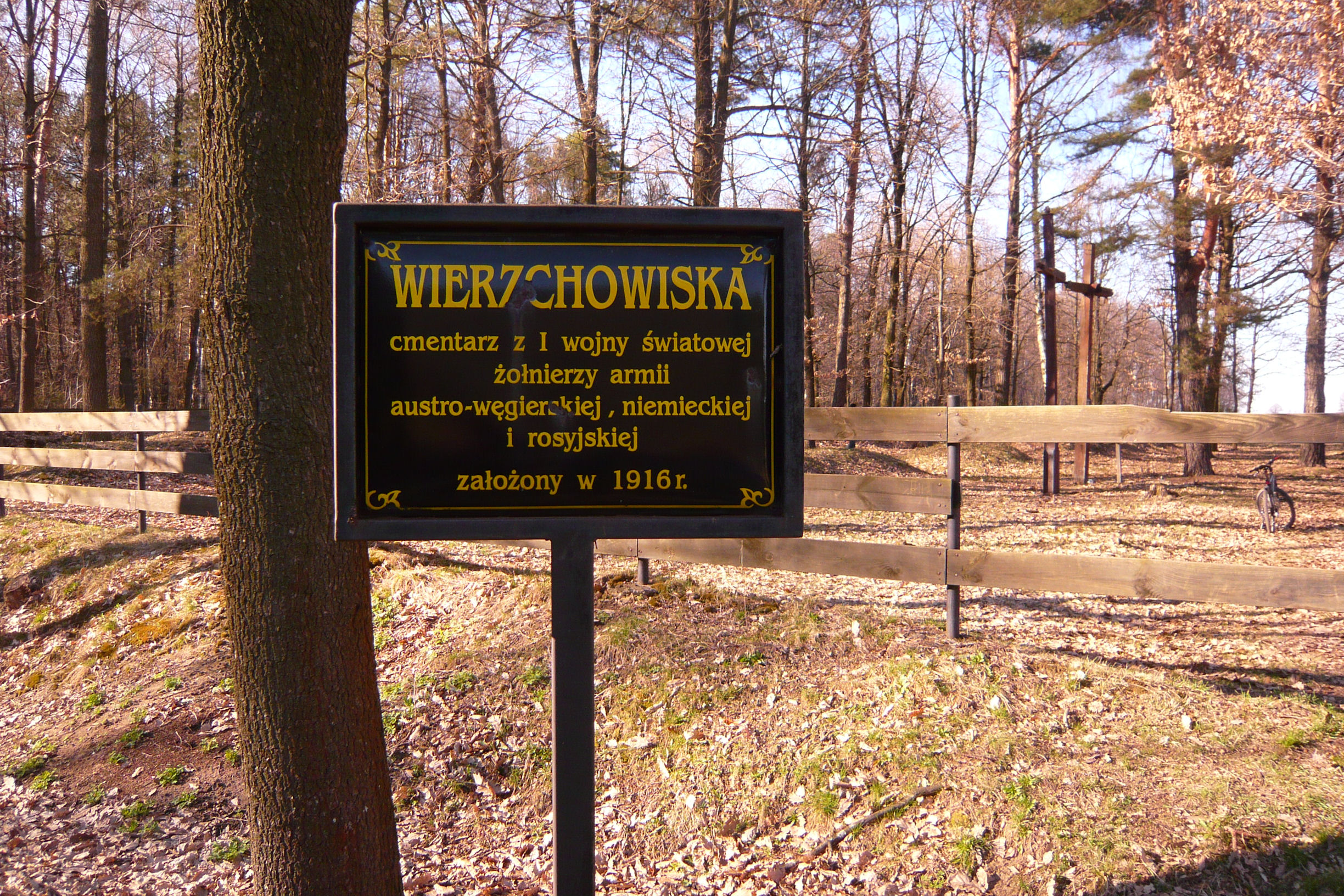
Cemitério de guerra Wierzchowiska, localizado na rota da trilha

Ciclovia ao redor da comuna de Bełżyce
Bełżyce é o ponto de partida da trilha “De bicicleta pela comuna de Bełżyce”, com aproximadamente 10 km de extensão.
Atrações ao longo do percurso
- Portão neogótico histórico (cemitério)
- Monte Kosciuszko
- Antigo cemitério judeu
- Cemitério de guerra em Wierzchowska
- Área protegida Natura 2000
- Capela de São João Nepomuceno
- Capela de São Humberto
- Capela do Cristo Bom Pastor
- Pedra do 20.º aniversário do Teatro “Nasz”

Cidades localizadas na trilha
- Bełżyce
- Wierzchowiska Dolne
- Skrzyniec-Kolonia
- Stare Wierzchowiska
- Wierzchowiska Górne

## Educação
Existem três complexos escolares, uma escola primária e um jardim de infância em Bełżyce.
Escola primária n.º 1 João Paulo II
A escola foi fundada na década de 1930. No início, localizava-se na rua Bychawska. Em 1975, mudou-se do prédio que dividia com a Escola Secundária M. Kopernika, para a então na rua XX-lecia PRL (alterada para Bispo Tomasz Wilczyński). Até 1984 funcionou como Escola Comunal Coletiva. A partir de 1984 passou a denominar-se Escola Primária n.º 1, após a reorganização do ensino em 1999 passou a funcionar como Complexo Escolar n.º 1, e após outra reforma voltou a chamar-se Escola Primária. Em 17 de outubro de 2005, a escola assumiu o nome de João Paulo II.
Complexo escolar n.º 2 Rainha Jadwiga
A escola foi fundada em 1870 por ordem das autoridades czaristas. No início funcionava numa casa de madeira como escola popular. A partir de 1915, houve uma escola polonesa de três classes aqui. Depois que a Polônia recuperou a independência, uma escola primária de 4.ª série foi inaugurada. No ano letivo 1920/1921 tinha 287 alunos. Em 1924 foi construído um novo prédio escolar com 7 salas de aula. Foi criado por iniciativa do então diretor da escola − Piotr Wiszniewski. Em 5 de fevereiro de 1925, o prédio foi inaugurado. Em 1936, foi reconstruída, obtendo-se 4 salas de aula. Em 1937, a escola abriu uma sala comum para jovens rurais e, no verão de 1938, um jardim de infância para crianças rurais. No início da década de 1960, como parte da campanha 1000 escolas para o 1000.º aniversário do Estado polonês, um novo prédio escolar foi construído. Nos anos de 1994−1999, a instalação funcionou como Escola primária n.º 2 em Bełżyce. Em 1 de setembro de 1999, por resolução da Câmara Municipal de Bełżyce, foi inaugurado o Complexo Escolar n.º 2, composto pela Escola primária n.º 2 e a Escola secundária n.º 2. Em setembro de 2001, a Escola secundária em Wronów juntou-se ao Complexo.
Complexo de Escola Técnica Tadeusz Kosciuszko
Foi criado em 1970 como Escola Agrícola Básica em Jastków. Em 1974 mudou-se para Babin, e em 1981 para Bełżyce, e até 1992 funcionou no edifício do Complexo escolar em Bełżyce (rua Bychawska). Naquela época, a administração da instalação decidiu mudar a escola para as instalações que sobraram do liquidado Centro de Máquinas do Estado. Em 1996, foram regulamentadas as questões relativas à propriedade. Nos anos de 1997 a 2000, a construção de uma nova ala da escola e um novo ginásio de tamanho normal estavam em andamento. Desde 1999, a unidade funciona como Complexo de Escola Técnica Tadeusz Kosciuszko.
Complexo escolar Nicolau Copérnico
Pouco antes da Segunda Guerra Mundial, o Comitê de Construção Escolar foi fundado. Em 3 de setembro de 1939, a pedra fundamental foi consagrada. A construção foi iniciada e interrompida pela guerra. Foi retomada após a guerra. Em outubro de 1953, foi inaugurado um prédio destinado a um internato. Vários equipamentos e auxiliares de ensino foram trazidos da Escola secundária liquidada em Garbów. Naquela época, a escola funcionava como escola primária e secundária em Bełżyce. No ano letivo de 1956/1957, iniciou-se a construção de um ginásio, que entrou em funcionamento em 1959. Em 1967, fruto da reorganização do sistema escolar, a escola dividiu-se administrativamente: a escola foi separada em Escola primária e secundária. Em 1973, a instituição assumiu o nome de Nicolau Copérnico. Em 1974, a Escola Profissional Básica começou a funcionar nos edifícios da escola, funcionando como uma sucursal da Escola Profissional Básica n.º 2 de Lublin. Em 1975, o prédio foi abandonado pela Escola Comunitária Coletiva. Em 1979, iniciou-se uma grande reforma no prédio, sendo tomada a decisão de liquidar o dormitório. Em 13 de abril de 1975, houve uma cerimônia de entrega da bandeira da escola, que foi financiada pelo Centro de Máquinas do Estado em Bełżyce. Em 22 de março de 1980, o Complexo Escolar em Bełżyce foi inaugurado. Consistia em: Escola secundária, Escola Profissional Básica e Escola Técnica Mecânica para trabalhadores. Em 1983, uma Escola Técnica Mecânica de 5 anos foi fundada. Em 1 de setembro de 1987, foi inaugurada a Escola Técnica de Engenharia Mecânica. Em Novembro de 1995, no âmbito da Escola Profissional Básica, foi inaugurado um Posto de Inspeção de Automóveis e um Departamento de Conserto de Automóveis. No ano letivo de 2000/2001, entrou em funcionamento a Escola Profissional Pós-Secundária, formando técnicos informáticos na profissão. Em 19 de dezembro de 2001, por força de deliberação do Conselho Pedagógico, foi adotado por todo o Complexo Escolar o nome de Nicolau Copérnico, até então atribuído à Escola Secundária. Em 2005−2007, dois novos laboratórios de informática e dois centros multimídia foram construídos na escola. Em 2009, foi criado um colégio técnico para formar a profissão de técnico de informática. No mesmo ano, foi concluída a construção de uma nova escadaria, bengaleiro e sala de conferências, e o antigo pavilhão de oficinas da escola foi convertido em um pavilhão esportivo.
Jardim de infância público autônomo
Em maio de 1919, um orfanato para crianças foi inaugurado na rua Polna. Em 1948, um jardim de infância de departamento único foi fundado com sede na rua Lubelska, e em 1965 foi transformado em duas filiais. Em 1987, o jardim de infância foi transferido para sua localização atual na rua Bychawska.

## Esportes
O Centro local de Cultura Física e Esporte é o organizador de muitos eventos esportivos, como a Liga Piłki Halowej Bełżyce, a Liga Tenisa Stołowego. No pavilhão esportivo, localizado no Complexo escolar n.º 1, são realizados torneios de várias modalidades. A trilha do Tour de Pologne passou pela cidade várias vezes.

### Esqui
A Sociedade de Esqui Bełżyce opera na cidade.

### Unia Bełżyce
O clube de futebol foi fundado em 25 de abril de 1970, quando foi realizada a primeira reunião de fundação na então Casa de Cultura do Distrito. Em 6 de maio de 1970, o primeiro presidente, Czesław Bartuzi, foi eleito, um plano de trabalho foi estabelecido e um comitê foi proposto para a construção de instalações esportivas no clube. Foram lançadas as seguintes seções: futebol, luta livre, vôlei e tênis de mesa. Em 24 de junho de 1970, o Presidente do Conselho Nacional Provincial em Lublin aprovou o nome da associação como “Międzyzakładowy Ludowy Klub Sportowy w Bełżycach” e a inscreveu no registro de associações e sindicatos do Gabinete de Assuntos Internos sob o número 296. Em 1974, foram efetuadas mudanças no estatuto do clube, estabelecendo o novo nome como “Międzyzakładowy Ludowy Klub Sportowy “Unia” Bełżyce”. Na temporada 1974/1975, o clube jogou na Classe B e foi promovido a uma divisão superior, da qual foi rebaixado um ano depois. Como resultado de uma reorganização da competição na temporada 1976/1977, o “Unia” foi colocado no grupo oriental da Classe B. A equipe foi então gerenciada pelo treinador Szczepan Bogusz. O clube foi promovido a um nível superior novamente, e jogou lá por várias temporadas consecutivas. A partir da temporada 1991/1992, o time jogou na classe distrital de Lublin. Desde 1994, o clube tem sido de seção única, com apenas a seção de futebol em funcionamento. Em 28 de junho de 1996, foi realizado um Dia do Futebolista em Bełżyce, organizado pelos ativistas do clube para marcar o final da temporada de 1995/1996. Após a temporada 2001/2002, como resultado de uma fusão entre o MLKS Unia Bełżyce e o BKS Lublin, a equipe tomou o nome de BKS Unia Bełżyce. Um ano depois, os times se separaram, mas o antigo sindicato tomou o nome de BKS Unia Bełżyce. Em 2009, as arquibancadas do estádio foram renovadas e anunciado que o gramado seria modernizado no futuro. O clube foi liquidado após a temporada 2011/2012.
A partir de 2021, o clube “Tęcza Bełżyce” (antigo “Tęcza Zagórze”) decidiu continuar a tradição local e jogar sob o nome Unia Bełżyce.

### Tęcza Bełżyce
O clube de futebol Tęcza Bełżyce foi fundado na temporada 2013/2014 como resultado da transformação do clube Tęcza Zagórze, que conquistou a promoção da classe A para a classe distrital. A equipe joga suas partidas no estádio em Bełżyce e baseou sua escalação em ex-jogadores do Unia Bełżyce. Em dezembro de 2020, o clube elegeu novas autoridades e decidiu jogar com o nome histórico de Unia Bełżyce a partir de 2021.

## Infraestrutura
Transporte rodoviário
A estrada provincial n.º 747, ligando Lublin a Iłża na voivodia da Mazóvia, a estrada provincial n.º 827 − para Nałęczów e a estrada provincial n.º 834 − para Bychawa correm ao lado da cidade (desvio). As estações ferroviárias mais próximas estão localizadas em Motycz, a 14 km de Bełżyce, e em Niedrzwica Duże. A 12 km de Bełżyce está o aeroporto Lublin-Radawiec.